# Chênedouit
Chênedouit település Franciaországban, Orne megyében. Lakosainak száma 172 fő (2018. január 1.). Chênedouit Craménil, Ménil-Gondouin, Saint-André-de-Briouze, Saint-Aubert-sur-Orne, Sainte-Croix-sur-Orne és Sainte-Honorine-la-Guillaume községekkel határos.

## Népesség
A település népességének változása:
| Lakosok száma | 249  | 238  | 215  | 222  | 190  | 176  | 164  | 167  | 174  | 172  |
|               | 1962 | 1968 | 1975 | 1982 | 1990 | 2008 | 2013 | 2015 | 2017 | 2018 |